# يوم البيئة العماني
يوم البيئة العماني ، يتم الاحتفال به في 8 يناير من كل عام، تعبيراً عن المشاركة في الجهود العالمية المبذولة للحفاظ على موارد البيئة وصونها وتأكيد على الخصوصية العمانية في التعامل مع البيئة.
تحتفل السلطنة من كل عام بمناسبة يوم البيئة العماني والذي يصادف الثامن من يناير من كل عام، تعبيراً عن المشاركة في الجهود العالمية المبذولة للحفاظ على موارد البيئة وصونها وتأكيد على الخصوصية العمانية في التعامل مع البيئة.
حيث جاء الاحتفال به لأول مرة في يناير من عام 1996م بناء على التوجيهات السلطان قابوس بن سعيد
ويأتي احتفال السلطنة بهذه المناسبة تعبيرا عن المشاركة في الجهود العالمية المبذولة للحفاظ على موارد البيئة وصونها وتأكيدا على الخصوصية العمانية في التعامل مع البيئة المنبثقة من القناعات الشخصية لدى أفراد المجتمع بأهمية حماية موارد البيئة وتنميتها والحفاظ على مصادرها ومواردها.
وقد أصبح الثامن من يناير مناسبة سنوية يتم فيها الاحتفال بما حققته السلطنة على المستويين الرسمي والمحلي في مجال حماية البيئة وتأكيد مشاركة كافة فئات وقطاعات المجتمع العماني في الجهود المبذولة لتوفير هذه الحماية وصون الموارد الطبيعية. وتحظى فعاليات هذه المناسبة بإقبال المواطنين والمقيمين على المشاركة فيه تعبيرا عن زيادة الوعي لدى أفراد المجتمع وعنايتهم بدعم جهود الأجهزة المسؤولة بالدولة نحو حماية البيئة ومكافحة التلوث، ولهذا يأخذ الاحتفال طابع النشاط العملي كتنظيم الندوات البيئية والحملات التطوعية والمسابقات الفنية والفكرية والمنافسات الرياضية.
الدور الذي يجب أن يقوم به الناس حتى يحافظوا على بيئتهم وتبقى نظيفة وجميلة..
- إن المواطن العماني له الحق في الحياة في بيئة نظيقة ونقية وصحية.
- حماية الموارد الطبيعية والحفاظ عليها للأجيال القادمة تظل ضرورة وطنية.
- الاستفادة من ناتج الموارد في التنمية البيئية واجبا اقتصاديا.
-البيئة النظيفة تعد من أهم عوامل الجذب للإستثمارات الأجنبية ورؤوس الأموال، وإيجاد فرص عمل جديدة، وزيادة القدرة التنافسية للمنتجات الوطنية في السوق العالمية.
-على قائدي المركبات التحلي بالسلوكيات الجيده وذلك من خلال عدم رمي المخلفات في الشوارع.
- متابعة التخلص الآمن للنفايات الضارة بالبيئة.
-المحافظة على مياه الشرب من التلوث باعتبارها شريان الحياة وقضية المستقبل.
-العمل على المحافظة على الطبيعة من خلال تشجيع عمليات الزرع والتشجير، وطلاء جدران المبانى، ووضع النفايات في الأماكن المخصصة لجمعها مما يكون له الأثر البالغ في الارتقاء بالذوق الجمالى والصورة الحضارية
-ضرورة تطبيق الوسائل والتقنيات الحديثة للحد من مخاطر التلوث.
- ضرورة الاهتمام ببرامج التخلص الآمن من النفايات الخطرة.
- حصر المخلفات كما ونوعا والأهتمام باعادة تدويرها:
-الأستفادة بمياه الصرف الصحى في رى الحدائق وغابات الاشجار.
-استخدام قش الأزر كعلف حيوانى بدلا من حرقه.
- استخدام المخلفات من الجرائد والمجلات في صناعة الورق.